# Симон II фон Геролдсек
Симон II фон Геролдсек (на немски: Simon II von Geroldseck; * пр. 1274; † между 31 октомври 1293 – 8 октомври 1294) е господар на Геролдсек в Елзас.

## Произход
Той е син на Симон I фон Геролдсек († 1272/1274) и съпругата му Аделхайд фон Риксинген-Форбах († 1272), дъщеря на граф Дитрих Зигеберт фон Риксинген-Форбах-Маримонт († 1272) и София фон Салм.

## Фамилия
Симон II фон Геролдсек се жени за дъщеря на Егино V фон Урах-Фрайбург († 1236/1237) и Аделхайд фон Нойфен († 1248). Те имат децата:
- Кунигунда (†1333)
- Егено фон Геролдсек († 1343), женен за Аделхайд фон Фюрстенберг, дъщеря на граф Фридрих I фон Фюрстенберг († 1296)
- Йоханес († 1358)
- ? Аделхайд († сл. 1346), омъжена пр. 1339 г. за Хайнрих IV фон Раполтщайн-Хоенак († 1354)
- ? Агнес, омъжена ок. 1290 г. за Тибо IV де Ньофшател († 1336/1337)
- ? Зигизмунд († сл. 1310)
- ? Маргарета († сл. 1357)
- Елизабет († сл. 1310), омъжена 1307/1308 г. за граф Симон I фон Цвайбрюкен-Бич († 1355)